# Metallochlora tetralopha
Metallochlora tetralopha är en fjärilsart som beskrevs av Oswald Beltram Lower 1898. Metallochlora tetralopha ingår i släktet Metallochlora och familjen mätare. Inga underarter finns listade i Catalogue of Life.